# Kate Pierson
Catherine Elizabeth Pierson (Weehawken, 27 de abril de 1948) é uma cantora americana, uma das vocalistas e fundadoras da banda The B-52's, onde além de cantar tocava teclado, guitarra e baixo.

## Biografia
Pierson nasceu em Weehawken, Nova Jersey, e foi criada em Rutherford.
Multi-instrumentista, toca guitarra, baixo e vários instrumentos de teclado. Nos B-52, ela se apresentou ao lado de Cindy Wilson, Fred Schneider, Ricky Wilson e Keith Strickland . Nos primeiros anos, além de vocalista, Pierson também foi o tecladista principal e se destacou por tocar baixo do teclado durante muitos shows ao vivo e muitas gravações da banda, assumindo um papel geralmente desempenhado por um baixista que diferenciaram a banda de seus contemporâneos. Isso, juntamente com a distinta voz vocal de Pierson, permanece como marca registrada do som único do B-52.
Em 1990 faz um dueto com Iggy Pop na musica Candy, com relativo sucesso nas rádios brasileiras. A cantora Kate Pierson faz participação especial no backing vocal  e também apareceu no videoclipe da música "Shiny Happy People" da banda R.E.M. encontrada no álbum de estúdio lançado em 1991, Out of Time e também lançada como single no mesmo ano. A música ficou em 10º lugar no Top 100 dos Estados Unidos. No Reino Unido, a música ficou em 6º lugar nas paradas.
Em fevereiro de 2015, Pierson lançou seu primeiro álbum solo, Guitars and Microphones, apresentando material co-escrito por Sia Furler. Mais tarde, ela lançou o single "Better Not Sting the Bee" e, em 15 de abril de 2016, lançou uma versão de "Venus" como single.

## Vida Pessoal
Ela conheceu Brian Cokayne na Irlanda no início de 1970. Casaram-se alguns anos mais tarde, mas divorciaram-se em torno de 1979. De 1981 a 1996, ela teve um relacionamento com o artista Tim Rollins. Pierson é a proprietária do Kate's Lazy Meadow Motel no Mount Tremper, Nova Iorque, um rústico moderno motel em Nova York Catskill Mountains, perto de Woodstock, Nova York. Ela opera o motel com sua parceira, Monica Coleman. Pierson e Coleman estão juntas desde 2003.
Em 3 de agosto de 2015, Pierson e Monica Coleman se casaram em uma cerimônia com a participação dos B-52, a cantora Sia Furler e o marido de Furler na época, Erik Anders Lang.

## Cinema e televisão
- The Rugrats Movie (1998, apenas voz)
- The Flintstones (1994, como "Os BC-52")
- A Matter of Degrees (1990)
- Athens, GA: Inside/Out (1987)
- One Trick Pony (1980)
- Pierson retratada dona de um clube no Flight of the Conchords episódio "What Goes on Tour".
- The Adventures of Pete and Pete (1993, "What We Did on Our Summer Vacation")
- Pierson é creditada ao lado de Fred Schneider no desenho animado da Nickelodeon Rocko's Modern Life pelos vocais das músicas-tema.
- Pierson, com o B-52, apareceu em um episódio da novela da CBS Guiding Light em 1982.
- Pierson, com os B-52, tocou uma paródia da música "Love Shack", intitulada "Glove Slap" em um episódio de Os Simpsons (1999, "E-I-E-I-(Annoyed Grunt)").
- Phineas and Ferb (2012): cantou a música "Spend Half a Day" no episódio "Perry the Actorpus".